# 倉持結愛
倉持 結愛（くらもち ゆあ、1990年8月19日 - ）は、日本のグラビアアイドル。元AV女優。ゆいのに改名。またその後、桃瀬 友梨奈（ももせ ゆりな）に再改名しAV活動。2017年に芸能界引退を自身のツイッターで発表したが、2018年2月より、叶 夢（かのう ゆめ、1993年1月10日 - ）名義でグラビア活動を再開。マイウェイプロモーションに所属している。

## 略歴
2013年4月にS1の専属女優としてデビュー。当時の所属事務所はプライムエージェンシー。この時期は東京都出身を自称していた。
2014年10月より「ゆいの」に改名しE-BODY専属となり、並行してアタッカーズの作品にも出演。
2015年6月15日、ツイッターにて「桃瀬友梨奈（ももせ ゆりな）」に改名したことを報告。所属事務所をLANTANAに移す。改名後もE-BODY専属女優として活動。
2016年12月2日、ツイッターでAV女優引退を発表。今後は元AV女優として活動していくとし、2018年以降はグラビアアイドルとして活動（2022年現在では、元AV女優の肩書きは使用していない）。

## 人物
アイドル活動以前はパン屋に勤めており、趣味はパンの雑貨集め、個展に行くこと。特技はパンの成型。自らをパンに例えたらという取材記者の質問には「まだ焼く前の、発酵途中のパン」と答えている。最終目標は芝居で勝負できる女優。
トレードマークでもある胸は中学生でD、高校生でGカップあった。

## 作品

### イメージDVD
倉持結愛名義
- AV無理（2013年2月1日、未満）
- 初裸 41 virgin nude （2013年3月7日、REbecca）
- もう限界（2014年8月25日、GARDEN）

桃瀬友梨奈名義
- エンジェル・ハート（2015年12月18日、スパイスビジュアル）
- Yurina 爆乳桃源郷へようこそ・桃瀬友梨奈（2016年5月5日、REbecca）

叶夢名義
- First dream（2018年7月27日、スパイスビジュアル）
- 夢で逢えたら…（2018年11月25日、エアーコントロール）
- 叶な限り（2019年5月25日、エアーコントロール）
- Secret of the dream ～夢の誘惑～（2019年8月16日、M.B.D. メディアブランド）
- Dream come true（2019年12月20日、スパイスビジュアル）
- イチャラブ温泉旅行（2020年6月25日、エアーコントロール）
- 隣の巨乳お姉さんが暇すぎてボクを誘惑してくるからその熟れた女体と思う存分愛し合った夏の夕暮れ（2020年12月25日、エアーコントロール）[8]
- 叶夢 Aircontrol4タイトル 7時間 BEST（2021年5月25日、エアーコントロール）
- 花弁（2021年9月24日、スパイスビジュアル）
- 叶夢vs仮想エロス（2022年1月25日、エアーコントロール）[12]

### アダルトDVD
2013年
- 新人NO.1 STYLE H-cup アイドルデビュー（4月7日、エスワン）
- 発育する巨乳 Hカップ改めIカップになりました☆（5月7日、エスワン）
- 交わる体液、濃密セックス（6月7日、エスワン）
- バコバコ風俗 NO.1指名 4時間スペシャル（7月7日、エスワン）
- 倉持結愛のSEXYチャンネル（8月19日、エスワン）
- 敏感爆乳パイズリ挟射4時間スペシャル（9月19日、エスワン）
- 倉持結愛、イキます。（10月19日、エスワン）
- 痴漢願望の女 ムッツリ巨乳娘編（11月19日、エスワン）
- むっちむち タイトスカートの事務員（12月19日、エスワン）

2014年
- スワッピング 倉持結愛、派遣します。（1月19日、エスワン）
- 夫よりも義父を愛して…。（4月7日、マドンナ）
- 倉持結愛 エスワン 12時間コンプリートBEST（4月7日、エスワン）※総集編
- S級解禁! 黒人デカマラ肉弾FUCK（5月1日、Fitch）
- 夫のいない昼下がり 義弟と私（7月7日、アタッカーズ）
- 夫以外に犯される夜 姦淫婚礼奇譚（8月7日、アタッカーズ）
- 喫茶店で働く父親思いの娘（9月7日、アタッカーズ）
- 浮気妻 夫に隠れて義父に抱かれて…。（10月13日、E-BODY）
- あなた、許して…。 －恩師との情事3－（11月7日、アタッカーズ）
- ノーブラIcup巨乳妻の誘惑（12月13日、E-BODY）

2015年
- あなた好みの奴隷になります（1月7日、アタッカーズ）
- 夫婦交かんゲーム（2月13日、E-BODY）共演:倉多まお
- 奴隷色のステージ 26（3月7日、アタッカーズ）
- 補正下着屋の女房 夫のために通販番組で商品モデルになる美人妻（4月13日、E-BODY）
- 絶望の連鎖（5月7日、アタッカーズ）
- 薬漬けエビ反りマッサージにハマる人妻（6月13日、E-BODY）
- 夫の居ない一週間、義父と挿れっぱなしの欲求不満妻（9月13日、E-BODY）
- 誘惑妻のムッチムチ食い込み肉感コス（10月13日、E-BODY）
- ゆいの 全タイトルコンプリートBEST 8時間（11月13日、E-BODY）※総集編
- 媚薬トランスルーム（12月13日、E-BODY）

2016年
- むっちり人妻コスプレイヤー 夫に内緒で中出し乱交オフ会（1月13日、E-BODY）
- Iカップ巨乳人妻の誘惑回春マッサージ（2月13日、E-BODY）
- ジム通い妻のIcup爆乳モロ出し誘惑（3月13日、E-BODY）
- むっちむち美巨尻に超タイトスカート! 人妻生保レディの誘惑枕営業（4月13日、E-BODY）
- 密着デカパイ淫語妻 チ●ポに軟乳を吸着させ、男の耳元でエロ言葉をささやき射精へと誘う奥様（5月13日、E-BODY）
- むっちりなオッパイ、柔らかそうなお尻…綺麗で自慢のお母さんがチンピラどもに犯されまくるのをボクは黙って見てました…（6月13日、E-BODY）
- 媚薬オイルでテッカテカ!ヌルヌル限界発情BODY（7月13日、E-BODY）
- 桃瀬友梨奈 初BEST メガ盛り収録 16本番（8月13日、E-BODY）※総集編
- 巨尻いじめ クビレからの曲線しり肉を縛って叩いて味わい尽くす（9月13日、E-BODY）

## 出演

### 映画
- 連れ込み妻　夫よりも…激しく、淫靡に（2014年3月5日、Xces Film） - 沙織 役[13]

### テレビ
- 戦慄トークショー 永野が震える夜-アシスタント（MONDO TV、2019年）
- 知らんけど（2020年2月8日、毎日放送）

## 連載
- 東京スポーツ「倉持結愛のS男診断」（2013年）